# Sitangkola
Sitangkola is een bestuurslaag in het regentschap Toba Samosir van de provincie Noord-Sumatra, Indonesië. Sitangkola telt 622 inwoners (volkstelling 2010).